# Жбанков, Дмитрий Николаевич
Дми́трий Никола́евич Жбанко́в (9 (21) сентября 1853, Балахна — 20 июля 1932, Москва) — русский врач, деятель земской медицины и этнограф.

## Биография
Родился 9 (21) сентября 1853 года в городе Балахне Нижегородской губернии.
Окончил Медико-хирургическую академию. Служил в различных земствах. В 1890-х гг. заведовал медико-статистическим отделением Смоленского губернского земства.
Научные труды посвящены различным вопросам земской медицины: санитарному делу, эпидемиологии, статистике, вопросу об отхожих промыслах и их культурном и санитарном влиянии на население.

## Избранные труды
Источник — электронные каталоги РНБ
- Жбанков Д. Н. Бабья сторона : Статистико-этногр. очерк. — Кострома: Губ. тип., 1891. — 139 с. — (Из 8-го вып. «Материалов для статистики Костромской губ.»).
- Жбанков Д. Н. Библиографический указатель по земско-медицинской литературе. — М.: тип. М. П. Щепкина, 1890. — 161 с. — (Прил. к Земскому мед. сборнику).
- Жбанков Д. Н. Библиографический указатель по общественной медицинской литературе за 1890-1905 гг. — М.: т-во «Печатня С. П. Яковлева», 1907. — 345 с. — (О-во рус. врачей в память Н. И. Пирогова).
- Жбанков Д. Н. Влияние отхожих заработков на движение народонаселения Костромской губернии, по данным 1866-83 гг. — Кострома: Губ. тип., 1887. — 158 с. — (Из 7-го вып. «Материалов для статистики Костромской губ.»).
- Жбанков Д. Н. Влияние отхожих заработков на движение населения. — СПб.: тип. Я. Трей, 1895. — 36 с. — (Из «Врача», № 25).
- Жбанков Д. Н. VIII Смоленский съезд земских врачей. — М.: тип. А. И. Мамонтова и К°, 1893. — 6 с. — (Из журн. «Медицинское обозрение». — 1893. — № 4).
- Жбанков Д. Н. XII Международный съезд врачей в Москве : (Впечатления и заметки). — СПб.: тип. Я. Трей, 1897. — 22 с. — (Отд. отт. из «Врача». — № 37).
- Жбанков Д. Н. Еще к вопросу о специальных съездах врачей. — СПб.: тип. Я. Трей, 1901. — 9 с. — (Отт. из газ. «Врач». — 1901. — № 18).
- Жбанков Д. Н. Еще о влиянии закрепления земских смет на развитие земской медицины. — СПб.: тип. Я. Трей, 1900. — 17 с. — (Отт. из газ. «Врач». — 1900. — № 49).
- Жбанков Д. Н. Изучение вопроса о половой жизни учащихся. — СПб., 1908. — 21 с. — (Отд отт. из газ. «Практ. врач». — 1908. — № 27-29).
- Жбанков Д. Н. К вопросу о заразительности чахотки. — СПб.: тип. Я. Трей, 1900. — 46 с. — (Отт. из газ. «Врач». — 1900. — № 27).
- Жбанков Д. Н. Когда прекратятся телесные наказания в России (Историко-стат. очерк). — Ростов-н/Д: «Донская речь» Н. Парамонова, 1905. — 23 с.
- Жбанков Д. Н. Краткий очерк положения общественного призрения в Смоленской губернии в 1896 году. — Смоленск: типо.-лит. Я. Н. Подемского, 1895. — 98 с. — (Прил. к докладу Губ. земск. управы по вопросу «Об общественном призрении»).
- Жбанков Д. Н. Летучие окулистические отряды. — СПб.: тип. Я. Трей, 1895. — 28 с. — (Из «Врача». — № 16).
- Жбанков Д. Н. Материалы к истории русской медицинской прессы в 1792-1924 гг. — Харьков: Научная мысль, 1928. — 26 с. — (Отд. отт. из «Врачебное дело». — № 23-24).
- Жбанков Д. Н. Матерьялы о распространении сифилиса и венерических заболеваний в Смоленской губернии. — Смоленск, 1896. — 168 с.
- Жбанков Д. Н. Некоторые впечатления с Нижегородской выставки. — СПб.: тип. Я. Трей, 1896. — 10 с. — (Отд. отт. из «Врача». — № 47).
- Жбанков Д. Н. Некоторые выводы о санитарном состоянии фабрик и заводов Смоленской губернии и данные измерений рабочих. — СПб.: тип. Я. Трей, 1896. — 63 с. — (Отд. отт. из газ. «Врач». — 1896. — № 16).
- Жбанков Д. Н. Некоторые данные о народном образовании и санитарном состоянии начальных школ в Смоленской губернии в 1895-96 уч. году (По данным уезд. училищных сов. и сан. описаниям школ земск. врачами). — Смоленск: Смоленск. губ. земство, 1897. — 143 с.
- Жбанков Д. Н. Несколько заметок о холере 1892-1893 гг. и о борьбе с нею. — СПб.: тип. Я. Трей, 1894. — 26 с. — (Из «Врача». — № 51).
- Жбанков Д. Н. Несколько заметок по поводу проекта общественного призрения. — СПб.: тип. Я. Трей, 1895. — 22 с. — (Из «Врача». — № 42).
- Жбанков Д. Н. Несколько сравнительных данных о земской и сельской медицине. — СПб.: тип. Я. Трей, 1896. — 11 с. — (Из «Врача». — № 21).
- Жбанков Д. Н. Нужны ли для земства больницы? — Чернигов: тип. Черниг. губ. правл., 1889. — 42 с. — (Из «Земск. врача». — 1889. — № 17, 18).
- Жбанков Д. Н. О врачах (По поводу «Записок врача» В. Вересаева): Памяти «истинного учителя и врача» Вячеслава Авксентьевича Манассеина. — М.: С. Дороватовского и А. Чарушникова, 1903. — 181 с. — (Из журн. «Мир Божий». — 1902. — июль, авг., сент.).
- Жбанков Д. Н. О выписке лекарств из-за границы (К сведению земств и земск. врачей). — СПб.: тип. Я. Трей, 1897. — 12 с. — (Отт. из газ. «Врач». — 1897. — № 29).
- Жбанков Д. Н. О движении населения в Смоленской губернии за пятилетие 1886-1890 гг. — Смоленск: тип. П. А. Силина, 1893. — 65 с. — (Отд. отт. из Трудов VIII Съезда земск. врачей Смоленск. губ.).
- Жбанков Д. Н. О детский приютах-яслях в деревнях в рабочее время. — СПб.: тип. Я. Трей, 1898. — 29 с. — (Отт. из газ. «Врач». — 1898. — № 47).
- Жбанков Д. Н. О деятельности санитарных бюро и общественно-санитарных учреждений в земской России : Краткий исторический обзор. — М.: типо.-лит. В. Рихтер, 1910. — 71 с.
- Жбанков Д. Н. О допущении женщин в университет : (Доклад VIII Пироговск. съезду врачей). — СПб.: тип. Я. Трей, 1902. — 19 с. — (Отт. из «Рус. врача». — № 6).
- Жбанков Д. Н. О помощи голодающим от Пироговского общества русских врачей. — СПб.: тип. Я. Трей, 1902. — 4 с. — (Отт. из «Рус. врача». — № 17).
- Жбанков Д. Н. О преподавании древних языков в гимназиях. — СПб.: тип. Я. Трей, 1900. — 10 с. — (Отт. из газ. «Врач». — 1900. — № 20).
- Жбанков Д. Н. О результатах занятий V Пироговского съезда. — М.: т-во тип. А. И. Мамонтова, 1894. — 8 с. — (Из журн. «Мед. обозрение». — 1894. — № 2).
- Жбанков Д. Н. О санитарном состоянии Смоленских народных школ. — СПб.: тип. Я. Трей, 1897. — 54 с. — (Отт. из газ. «Врач». — 1897. — № 26).
- Жбанков Д. Н. О современных летучих направлениях русской медицины. — СПб.: тип. Я. Трей, 1897. — 45 с. — (Отт. из газ. «Врач». — 1896. — № 52).
- Жбанков Д. Н. О специальных съездах врачей. — СПб.: тип. Я. Трей, 1899. — 14 с. — (Отт. из газ. «Врач». — 1899. — № 2).
- Жбанков Д. Н. О съезде при Медицинском департаменте по обсуждению мероприятий против сифилиса в России. — СПб.: тип. Я. Трей, 1897. — 35 с. — (Отт. из газ. «Врач». — 1897. — № 29).
- Жбанков Д. Н. Об участии губернских земств в борьбе с эпидемиями. — СПб.: тип. Я. Трей, 1898. — 26 с. — (Отт. из газ. «Врач». — 1898. — № 41).
- Жбанков Д. Н. Об участковых санитарных советах : (Доклад VII Съезду рус. врачей). — СПб.: тип. Я. Трей, 1899. — 9 с. — (Отт. из газ. «Врач». — 1899. — № 23).
- Жбанков Д. Н. XI-ый Съезд рус. естествоиспытателей и врачей, и VIII Пироговский съезд врачей : (Итоги, заметки и впечатления). — СПб.: тип. Я. Трей, 1902. — 30 с. — (Отт. из «Рус. врача». — № 10).
- Жбанков Д. Н. Опыт общей программы для исследования отхожих заработков (Сост. по предложению Стат. отд. Моск. юрид. о-ва). — М.: тип. А. И. Мамонтова и К°, 1891. — 16 с.
- Жбанков Д. Н. Основания для устройства врачебно-санитарного дела в освобожденной России (Доклад на Чрезвычайном Пироговск. съезде 1917 г.). — М.: типо-лит. Рихтер, 1917. — 4 с.
- Жбанков Д. Н. Отношение населения к врачам и медицинскому персоналу. — Харьков: Научная мысль, 1927. — 6 с. — (Отт. из журн. «Врач. дело». — № 2).
- Жбанков Д. Н. Отхожие промыслы в Смоленской губернии в 1892-1895 гг. — Смоленск: Смоленск. губ. земство, 1896. — 158 с. — (Прил. к Материалам о распространении сифилиса и венерических заболеваний в Смоленской губернии).
- Жбанков Д. Н. Отчет Медицинского департамента за 1892 год. — СПб.: тип. Я. Трей, 1896. — 19 с. — (Отт. из газ. «Врач». — № 24).
- Жбанков Д. Н. Памяти Вячеслава Авксентьевича Манассеина. — Харьков: Научная мысль, 1926. — 6 с. — (Отт. из журн. «Врач. дело». — № 1).
- Жбанков Д. Н. По поводу настоящего голода. — СПб.: тип. Я. Трей, 1899. — 4 с. — (Отт. из газ. «Врач». — № 19).
- Жбанков Д. Н. По поводу проекта положения об устройстве и содержании промышленных заведений. — СПб.: тип. Я. Трей, 1897. — 23 с. — (Отт. из газ. «Врач». — 1897. — № 15).
- Жбанков Д. Н. Проект программы для собирания сведений о врачебно-санитарной части в городе. — М.: т-во скоропеч. А. А. Левенсон, 1895. — 8 с. — (Извлеч. из журн. О-ва рус. врачей в память Н. И. Пирогова. — № 2).
- Жбанков Д. Н. Санитарное исследование фабрик и заводов Смоленской губернии. — Смоленск: Смоленск. губ. земство, 1894. — Т. 1. — 322 с. || . — 1896. — Т. 2. — 544 с.
- Жбанков Д. Н. Санитарные условия отхода (Краткий очерк). — СПб.: тип. Я. Трей, 1902. — 47 с. — (Отт. из газ. «Рус. врача». № 48).
- Жбанков Д. Н. VII съезд русских врачей в Казани (Впечатления и заметки). — СПб.: тип. Я. Трей, 1899. — 15 с. — (Отт. из «Врача». № 22).
- Жбанков Д. Н. Село Большое, Пронского уезда, Рязанской губернии : Опыт сан. исследования. — СПб.: тип. Деп. уделов, 1883. — 57 с.
- Жбанков Д. Н. Случай полного отсутствия волос на теле : Сообщ. в О-ве смоленских врачей 8 апр. 1895 г. — М.: т-во тип. А. И. Мамонтова, 1895. — 4 с. — (Из журн. «Мед. обозрение». — 1895. — № 12).
- Жбанков Д. Н. Смертность врачей в 1928 году. — Харьков: Научная мысль, 1929. — 4 с. — (Отт. из журн. «Врач. дело». — № 16).
- Жбанков Д. Н. Таблицы движения населения в Смоленской губернии за десятилетие 1886-1895 гг. — Смоленск: Смоленск. губ. земство, 1897. — 87 с.
- Жбанков Д. Н. Холерные эпидемии в Смоленской губернии 1831-1872 гг. (Краткий очерк). — Смоленск: тип. Ф. В. Зельдович, 1893. — 84 с.
- Жбанков Д. Н. Хроника телесных наказаний в России в XX веке. — СПб.: тип. Я. Трей, 1901. — 55 с. — (Отт. из газ. «Врач». — 1901. — № 38).
- Жбанков Д. Н., Яковенко В. И. Телесные наказания в России в настоящее время. — М.: т-во «Печатня С. П. Яковлева», 1899. — 220 с.
- Земско-медицинский сборник / Обр.: Д. Н. Жбанков. — М.: тип. М. П. Щепкина, 1890. — Т. 1 : Губернии: Херсонская, С.-Петербургская и Область Войска Донского. — 330 с. || . — 1891. — Т. 2 : Московская губерния (с картограммою и планами лечебных заведений). — 458 с. || . — 1891. — Т. 3 : Губернии: С.-Петербургская (окончание), Вологодская, Костромская и Уфимская. — 381 с.
- Краткий отчет о деятельности Пироговской врачебно-продовольственной комиссии в 1912-15 гг. / Сост.: Д. Н. Жбанков, О. А. Дашкевич. — М., 1916. — 110 с.
- Сборник по городскому врачебно-санитарному делу в России / Обр.: Д. Н. Жбанков. — М.: типо-лит. Рихтер, 1915. — 568 с.